# Meinrado Robbiani

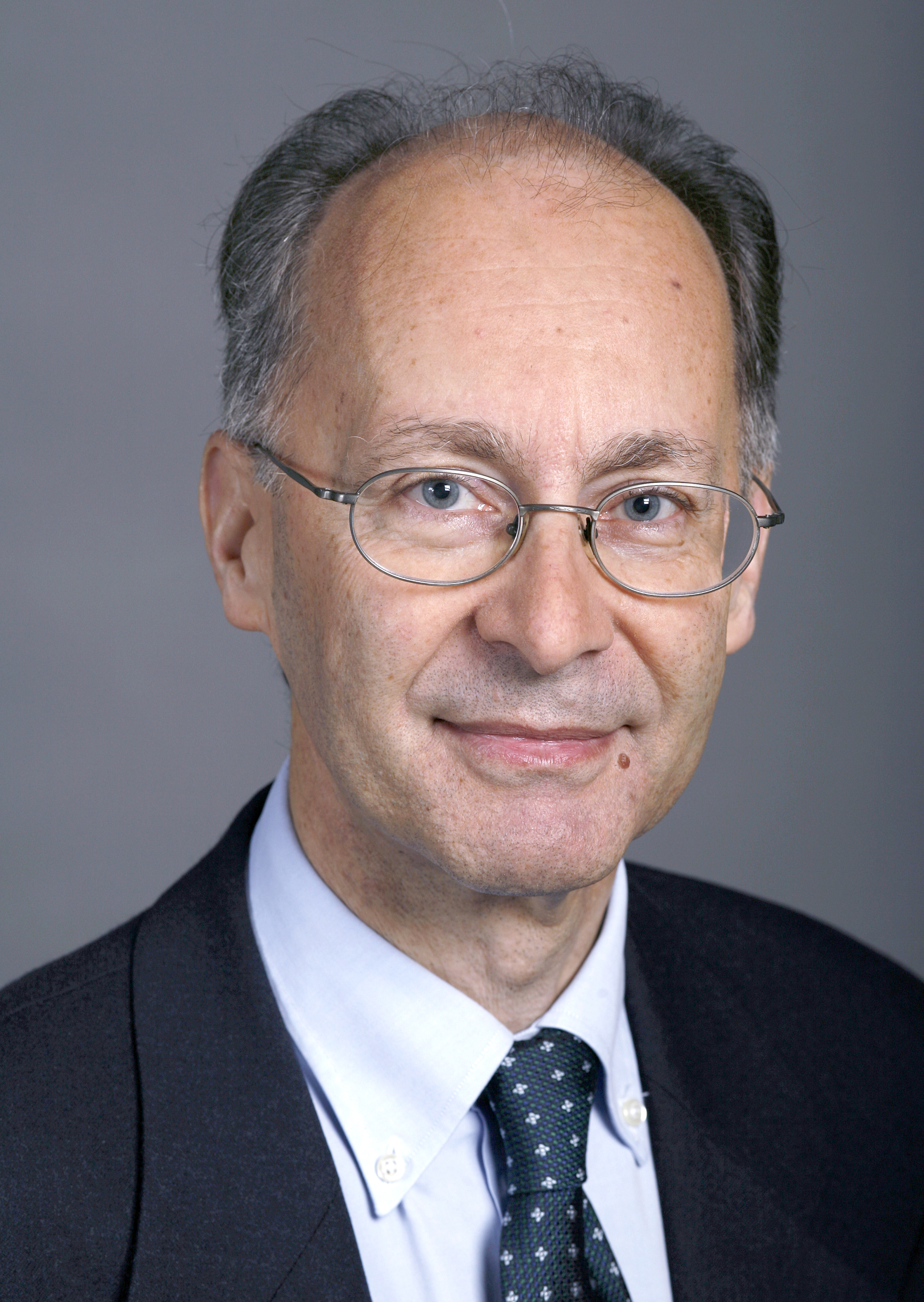
Meinrado Robbiani

Meinrado Robbiani (* 20. März 1951 in Roveredo, Bürger von Novazzano) ist ein Schweizer Politiker (CVP).

## Leben
Robbiani besitzt das Handelslehrerdiplom und war von 1999 bis 2011 für den Kanton Tessin im Nationalrat. Dort war er Mitglied der Kommission für soziale Sicherheit und Gesundheit und der Redaktionskommission. Robbiani ist zusammen mit Jacques-André Maire Vizepräsident von Travail.Suisse (Stand 2015).
Robbiani wohnt in Lugano, ist verheiratet und hat zwei Kinder. Im Militär hatte er den Dienstgrad eines Gefreiten.